# Vossieuscelus huanucus
Vossieuscelus huanucus es una especie de coleóptero de la familia Attelabidae.

## Distribución geográfica
Habita en Perú.